# Faith (South Dakota)
Faith is een plaats (city) in de Amerikaanse staat South Dakota, en valt bestuurlijk gezien onder Meade County.

## Demografie
Bij de volkstelling in 2000 werd het aantal inwoners vastgesteld op 489.
In 2006 is het aantal inwoners door het United States Census Bureau geschat op 460, een daling van 29 (-5,9%).

## Geografie
Volgens het United States Census Bureau beslaat de plaats een oppervlakte van
3,1 km², geheel bestaande uit land. Faith ligt op ongeveer 791 m boven zeeniveau.

## Plaatsen in de nabije omgeving
De onderstaande figuur toont nabijgelegen plaatsen in een straal van 64 km rond Faith.